# 구멍벌과
구멍벌과는 벌목의 하위 분류이다. 땅에 구멍을 파 집을 짓기 때문에 이런 이름이 붙여졌다. 홀로 살며, 암컷은 애벌레나 여치 등의 먹이를 잡아 애벌레의 먹이로 삼는다. 는쟁이벌과와 은주둥이벌과 등을 포함하여 분류하기도 한다.

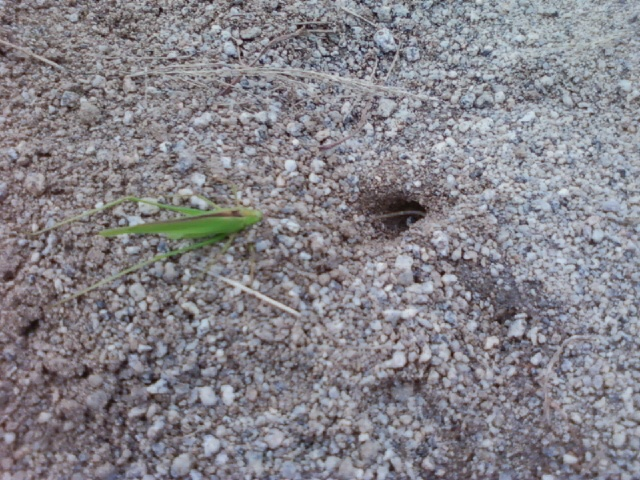
구멍벌과의 벌에 쏘여 마비된 베짱이가 벌의 구멍 밖에 방치되어 있다. 벌이 집단장을 다 끝내고 나면, 베짱이를 끌고 구멍 속으로 들어가 알을 낳을 것이다.

## 종류
이 종류는 는쟁이벌과, 은주둥이벌과를 구멀벌과에 포함시킬 때 정리한 것이다.
- 나나니
- 노랑점나나니
- 어리나나니
- 귀뚜라미벌
- 진딧물벌
- 꼬마구멍벌
- 홍다리조롱박벌
- 먹조롱박벌
- 보석나나니
- 은줄조롱박벌
- 조롱박벌
- 파리잡이벌
- 은주둥이벌